# Davaradibi
Davaradibi är en ort i Azerbajdzjan.   Den ligger i distriktet Lerik Rayonu, i den södra delen av landet, 210 km sydväst om huvudstaden Baku. Davaradibi ligger 609 meter över havet och antalet invånare är 410.
Terrängen runt Davaradibi är huvudsakligen kuperad, men västerut är den bergig. Närmaste större samhälle är Lerik, 17,6 km väster om Davaradibi. 
Omgivningarna runt Davaradibi är en mosaik av jordbruksmark och naturlig växtlighet. Runt Davaradibi är det ganska tätbefolkat, med 67 invånare per kvadratkilometer.